# Provinciale weg 980
De provinciale weg 980 (N980) is een provinciale weg in de Nederlandse provincie Groningen. De weg vormt een verbinding tussen de A7 ten noorden van Marum en de N355 ter hoogte van Zuidhorn. Tussen Sebaldeburen en Oldekerk wordt de N388 gekruist.
De weg ligt volledig in de gemeente Westerkwartier en kent verschillende namen. Vanuit Marum tot Zuidhorn heet hij achtereenvolgens Noorderweg, Noordwijkerweg, Provincialeweg, Bovenweg, Hoofdstraat, Langewolderweg, Eekebuursterweg, Smidshornerweg, Millinghaweg en Fanerweg.
De weg is uitgevoerd als tweestrooks-gebiedsontsluitingsweg met een maximumsnelheid van 80 km/h. 
N34 · N46 · N351 · N353 · N354 · N355 · N356 · N357 · N358 · N359 · N360 · N361 · N362 · N363 · N364 · N365 · N366 · N367 · N368 · N369 · N370 · N371 · N372 · N373 · N374 · N375 · N376 · N377 · N378 · N379 · N380 · N381 · N382 · N383 · N384 · N385 · N386 · N387 · N388 · N390 · N391 · N392 · N393 · N398

N851 · N852 · N853 · N854 · N855 · N856 · N857 · N858 · N860 · N861 · N862 · N863 · N865 · N910 · N913 · N917 · N918 · N919 · N924 · N927 · N928 · N962 · N963 · N964 · N966 · N967 · N969 · N972 · N973 · N974 · N975 · N976 · N977 · N978 · N979 · N980 · N981 · N982 · N983 · N984 · N985 · N986 · N987 · N988 · N989 · N990 · N991 · N992 · N993 · N994 · N995 · N996 · N997 · N998 · N999

Cursief vermelde wegen zijn voormalige provinciale wegen.